# Горное (озеро, Камчатский край)
Горное — озеро в России, находится в Олюторском районе Камчатского края. Площадь поверхности озера — 2,6 км². Площадь водосборного бассейна — 18,8 км².
Расположено на высоте 389 метров над уровнем моря в горной местности. Имеет овальную форму, вытянуто с северо-востока на юго-запад. Из юго-западной части озера вытекает река Вывенка. Берега озера заболочены. Впадают четыре небольших ручья.
Код озера в государственном водном реестре — 19060000211120000000362.